# Picnòmetre

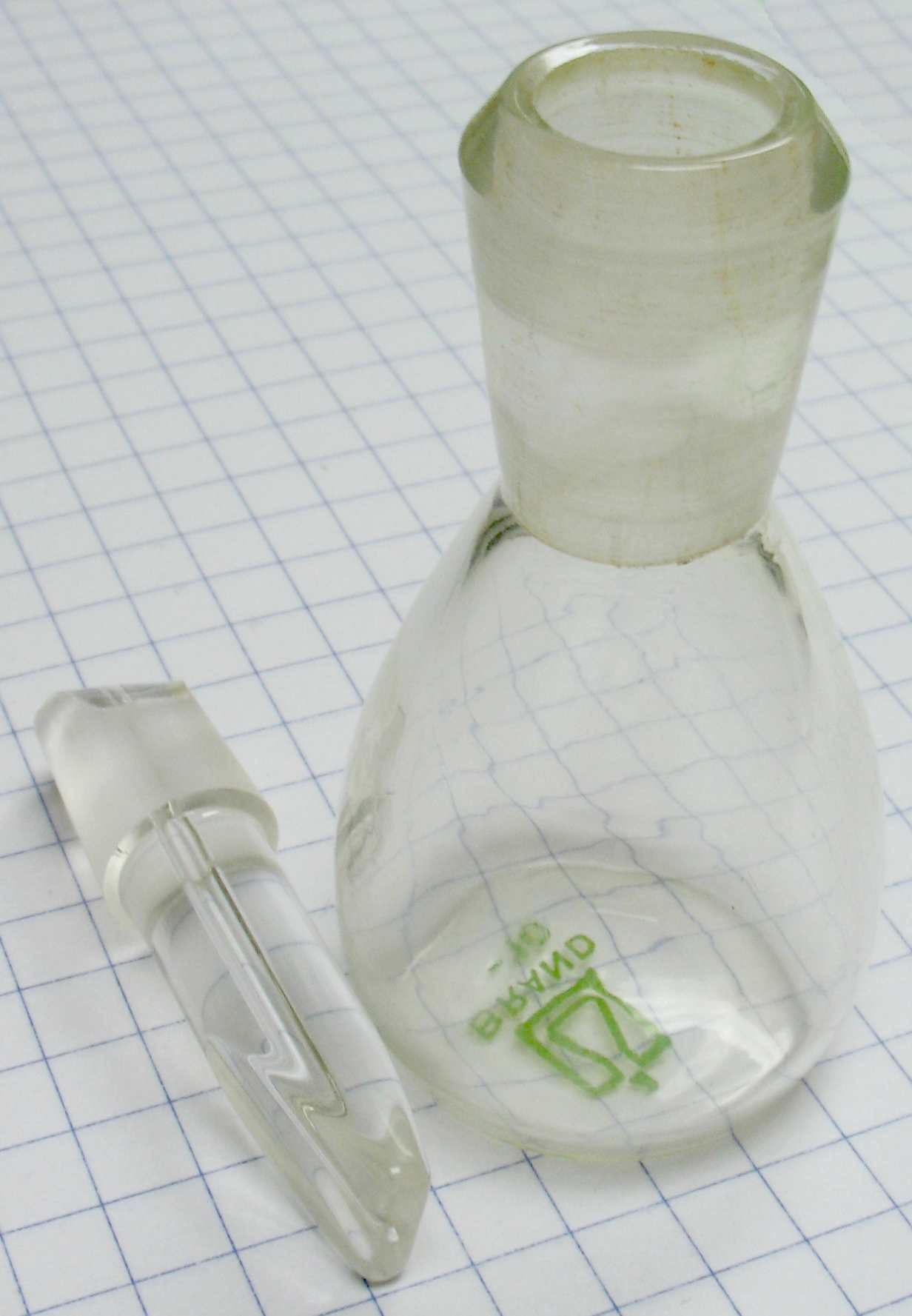
Picnòmetre de Gay-Lussac buit
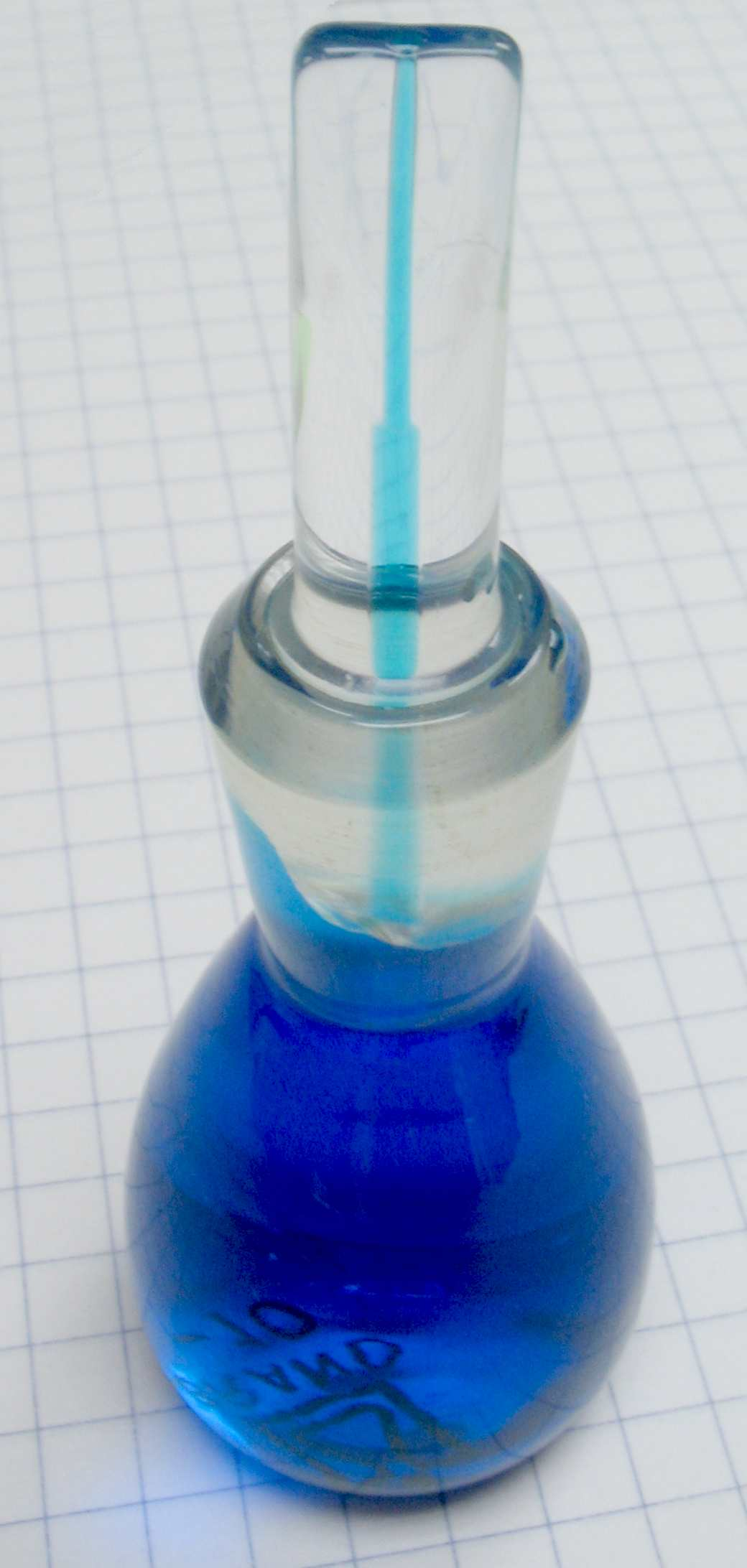
Picnòmetre de Gay-Lussac ple

Un picnòmetre és un recipient de capacitat i massa conegudes usat en la mesura de densitats de líquids. El nom prové del grec πυκνός (pyknós), "densitat".
Els picnòmetre són recipients de vidre que es tapen amb un tap que disposa d'un capil·lar, de manera que hom pot mesurar el volum amb gran precisió. Això permet determinar la densitat d'un líquid a partir de la densitat d'un altre líquid, com ara l'aigua o el mercuri.
Hi ha diferents models de picnòmetres, alguns d'ells amb termòmetres. També s'han dissenyat picnòmetres per mesurar la densitat de sòlids que es presenten en forma de pols (ciment, arena, etc.). Els picnòmetres més emprats són:
- Picnòmetre de Gay-Lussac: té un tap llarg perforat per un capil·lar que permet mesurar amb molta precisió els volums dels líquids.
- Picnòmetre de Hubbard-Carmick: té un tap més curt que el de Gay-Lussac i s'empra per mesurar densitats de líquids viscosos (olis, pintures, etc.), emulsions, etc.
- Picnòmetre de Le Châtelier: és semblant a un matràs aforat, amb dues graduacions al coll, que és llarg, separades per un eixamplament. S'empra per mesurar densitats de sòlids com els ciments, arena, i altres que es presenten en forma de pols.[2]
- Picnòmetre de Chapman: està format per un cilindre graduat amb dos bulbs a la part inferior. S'empra per determinar el percentatge aproximat d'humitat en la superfície i en els buids dels agregats fins i la seva densitat.[3]